# Selbstwehr
Die Selbstwehr. Unabhängige jüdische Wochenschrift war eine zionistische deutschsprachige Zeitschrift, die von 1907 bis Ende 1938 in Prag erschien. Der Untertitel wurde 1922 in Jüdisches Volksblatt geändert.
Die von Richard Brandeis (* 1865; † 1944 in Terezín) und Franz Steiner (* 1857; † 1942) gegründete jüdische Wochenschrift war als Antwort auf die jüdische Wochenschrift in tschechischer Sprache Rozvoj (dt.= Fortschritt, Entwicklung; erschien 1894–1932) gedacht.
Dem Namen und der Programmatik nach fußte sie auf Publikationen von Leo Pinsker und Nathan Birnbaum. Sie stand der zionistischen Studentenvereinigung Bar Kochba nahe, die zu dieser Zeit von Hugo Bergman geleitet wurde.
Neben ihr entwickelte sich der Selbstwehr-Verlag, dessen Mitglieder u. a. den jährlichen Jüdischen Almanach veröffentlichten.
Von 1913 bis 1917 war Siegmund Kaznelson Redakteur der Zeitschrift, nach einem Zerwürfnis wurde sie von Nelly Thieberger redigiert. Der wichtigste Herausgeber der Selbstwehr wurde von 1919 bis 1938 Felix Weltsch, Philosoph und enger Freund von Max Brod und Franz Kafka, die beide auch Verfasser von Artikeln und Leser der Selbstwehr waren; Kafka publizierte z. B. 1915 Vor dem Gesetz. In dieser Zeit war die Wochenschrift das wichtigste zionistische Blatt der Tschechoslowakei, bis sie Ende 1938 verboten wurde und der Verlag kurz darauf alle Tätigkeit einstellen musste.
Mitte der 1930er Jahre schrieb Esriel Carlebach die regelmäßige Kolumne Tagebuch der Woche.